# Ermita de Santa Justa (Ubiarco)

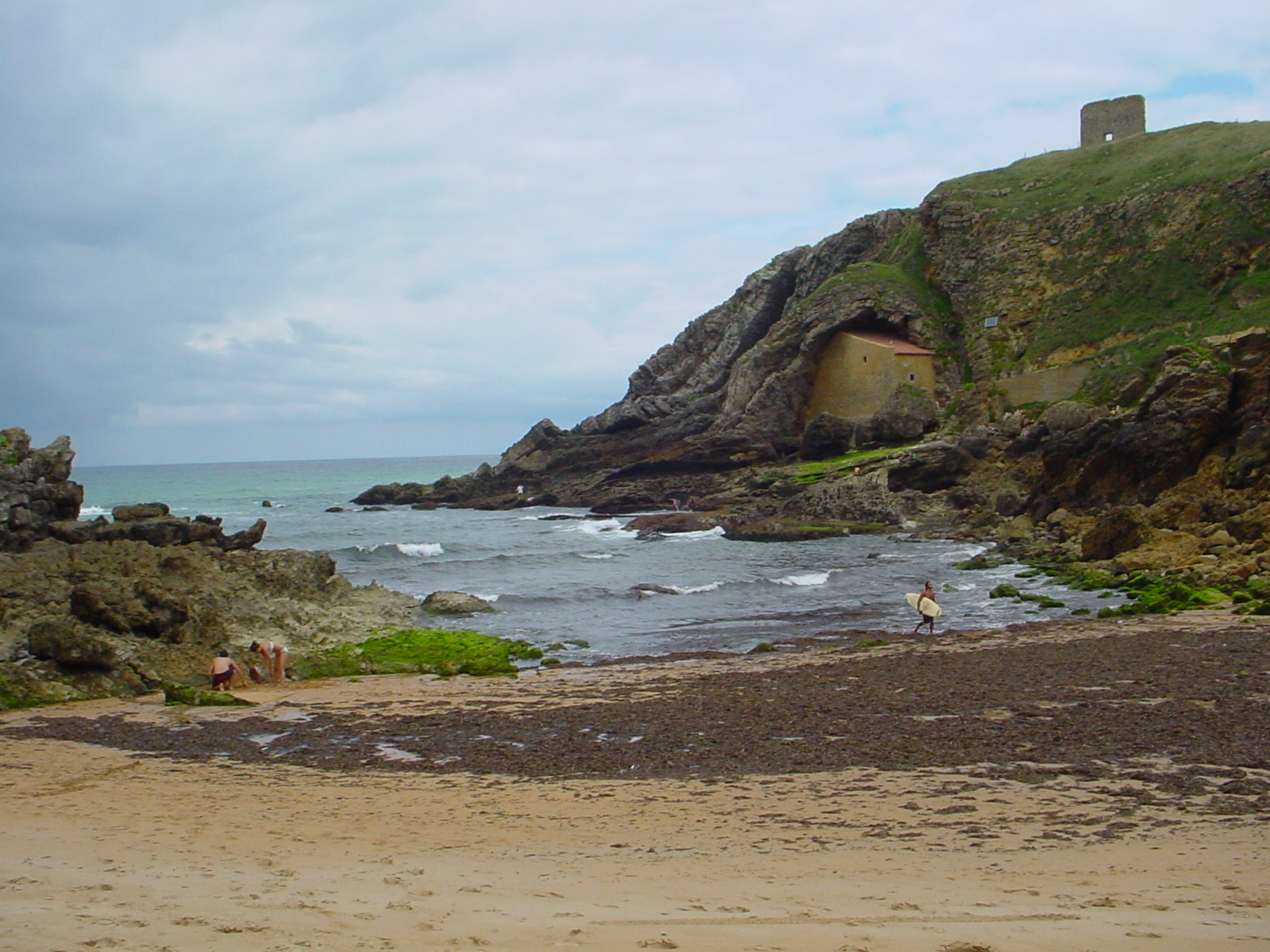
Playa de Santa Justa, a la derecha la ermita, y sobre el acantilado, la torre de San Telmo.

La ermita de Santa Justa, situada en la playa de Santa Justa, en Ubiarco (Santillana del Mar, Cantabria, España), es una construcción semiexcavada en la roca de un anticlinal. El 12 de noviembre de 2010 se anunció su declaración como Bien de Interés Local con categoría de inmueble. De carácter semirrupestre, solo posee dos paredes de piedra de mampostería, además de la cubierta de teja de una sola agua, todo ello unido al acantilado.
La edificación actual data del siglo XVI, consagrada gracias a unas reliquias de santa Justa y Rufina. Con el tiempo se convirtió en un foco de peregrinación en la región, uno de los primeros del litoral cantábrico. Sobre el acantilado en el que se encuentra, se alzan los restos de la Torre de San Telmo.